# Бёй, Жаклин де
Жаклин де Бёй-Курсийон (фр. Jacqueline de Bueil; 1588 — 1651, Море-сюр-Луан) — графиня де Море, фаворитка короля Франции Генриха IV. Четвёртый ребёнок бретонского дворянина Клода де Бёй (фр. Claude de Bueil), сеньора де Курсийон и Катрин де Монтеклер.

## Юная фаворитка короля Генриха IV
Отец Жаклин участвовал в завоевании престола Генрихом IV и его борьбе против Католической лиги. Родители Жаклин умерли когда ей было 8 лет, в 1596 году.
Жаклин было 16 лет, когда она начала появляться при королевском дворе и обратила на себя внимание Генриха IV. Королевский двор в то время перешёл от галантности к разврату, а король старался забыть свою прежнюю фаворитку, Генриетту д'Антраг. Совсем юная и не имевшая состояния, Жаклин потребовала от короля, перед тем как стать его фавориткой, найти ей жениха, принадлежащего к знатной семье. В качестве супруга король выбрал ей Филиппа де Арле де Шанваллона (фр. Philippe de Harlay de Champvallon), графа де Сези, о котором мемуарист Пьер де Л’Этуаль сказал: «хороший музыкант, играет на лютне, но ничего больше не умеет». Брачная церемония 16-летней Жаклин состоялась 5 октября 1604 года, в 6 часов утра, в деревушке Сен-Мор-де-Фоссе (сейчас пригород Парижа). Король достаточно сильно привязался к ней, невзирая на свои ночные похождения в Париже, чаще всего в компании своих фаворитов Роже де Бельгарда и Антуана де Роклора, в сопровождении камер-пажей, нёсших факелы, (в частности, юного Ракана) и, спустя год, в 1605 году, пожаловал ей титул графини де Море и содержание в размере 9000 ливров.
В период своих отношений с Генрихом IV, 9 мая 1607 года Жаклин родила мальчика, получившего имя Антуан де Бурбон-Бёй. Маленький граф де Море был узаконен королевским патентом в январе 1608 года.
Спустя какое-то время, Жаклин, продолжая отношения с королём, стала любовницей Клода Лотарингского, герцога де Шеврёз, принца Жуанвиля. Генрих IV узнал об этом факте от своего министра Сюлли и сильно рассердился. Графиня де Море смогла успокоить короля, который, тем не менее, заставил Жуанвиля уехать в родную Лотарингию. Тот не смог перечить королю, несмотря на любовь к Жаклин. Из Лотарингии Жуанвиль вернулся только после смерти Генриха IV.
В то время как Генрих IV сделал вид, что поверил доводам Жаклин, она вступила в связь с другим дворянином. Все это охладило чувства короля к Жаклин и «обманутый» король немедля прекратил их отношения.

## Второе замужество
Спустя 7 лет после смерти Генриха IV, весной 1617 года, графиня Море вернулась в Париж и вышла замуж за Рене II дю Бек-Креспена, маркиза де Варда, сына Рене I и Элен д’О.
Теперь она была выгодной невестой: помимо графства Море у 29-летней Жаклин была рента в 14 000 ливров, назначенная ей Людовиком XIII в благодарность за услуги, оказанные его отцу.
В этом браке родилось 2 сына:
- Франсуа-Рене дю Бек-Креспен (ум. в Париже 03 сентября 1688 года), маркиз де Вард, граф де Море (был известен при дворе Людовика XIV; арестован за интриги и содержался в крепости Монпелье, затем прощён и возвращён ко двору)
- Антуан дю Бек-Креспен (погиб 13 августа 1658 года), граф де Море, генерал-лейтенант королевской армии, участвовал в осаде Гравлина в 1658 году, где был убит артиллерийским выстрелом; оставил внебрачного сына, шевалье де Море, который погиб в 1667 году при осаде Лилля.

Жаклин скончалась в первых числах октября 1651 года в возрасте 63 лет. Младший сын от второго брака, Антуан дю Бек, перевёз тело матери в Море-сюр-Луан, где она и была погребена в городской церкви.

## Комментарии
1. ↑  Фамилия Bueil имеет написание из среднефранцузского языка и произносится как [bœj][1].
2. ↑  На территории нынешнего департамента Сена и Марна.